# Rupert Murdoch
 Der er for få eller ingen kildehenvisninger i denne artikel, hvilket er et problem. Du kan hjælpe ved at angive troværdige kilder til de påstande, som fremføres i artiklen.

Keith Rupert Murdoch, blot kendt som Rupert Murdoch, (født 11. marts 1931 i Melbourne, Australien) er en australsk-amerikansk mediemogul, der er hovedaktionær og tidligere bestyrelsesformand og direktør for News Corporation (News Corp). Murdoch ejede i begyndelsen aviser, magasiner og tv-stationer i hjemlandet Australien, men ekspanderede senere til Storbritannien, USA og Asien. Porteføljen af medier er bred og omfatter bl.a. verdens største engelsksprogede avis, britiske The Sun. I løbet af de senere år er News Corp blevet en ledende investor i satellit-tv, filmindustrien og internet, hvor koncernen bl.a. ejer den sociale platform MySpace. Ifølge Forbes' såkaldte Forbes 400-liste, der omfatter de 400 rigeste, er han verdens 109. rigeste person med en formue på 8,3 mia. $ − knap 40 mia. kr.
Murdoch er uddannet i filosofi, politik og økonomi fra Oxford University. Hans karriere i mediebranchen begyndte, da han i 1953 overtog ejerskabet af News Limited, som udgav eftermiddagsavisen The News i Adelaide. Murdoch blev direktør for avisen og omlagde den til en tabloidavis. Allerede i 1956 ekspanderede han ved at købe en søndagsavis i Perth, tv-bladet TV Week og ugebladet New Idea. Oplagene steg hurtigt som følge af en forbedring af udgivelserne, og grundlaget for videre ekspansion var til stede. Flere aviser, i New South Wales, Queensland, Victoria og Northern Territory blev opkøbt, og i 1964 lanceredes Australiens første nationale avis, The Australian. Den Sydney-baserede tabloidavis The Daily Telegraph blev overtaget i 1972. 
I 1968 indtog Murdorch det britiske marked med opkøbet af News of the World for næsen af rivalen Robert Maxwell. Tidligere var avisen den mest populære engelsksprogede avis i verden, men oplaget på 8,4 mio. i 1950 var faldet til 6 mio., da Murdorch overtog avisen. Året efter blev The Sun købt, og ændret til tabloidformat. Blandt andet ved at introducere en topløs kvinde på side 3 og et dagligt horoskop lykkedes det at øge avisens oplag. Senere købte Murdorch også et af flagskibene i britisk presse, The Times. 
Efter at have ekspanderet i Storbritannien gik News Corp i 1973 ind på det amerikanske marked med købet af San Antonio Express-News, etablerede ugeavisen Star og overtog i 1976 New York Post. I 1978 købtes aktiemajoriteten i filmdistributionsselskabet 20th Century Fox. For at kunne ekspandere yderligere på tv-markedet blev Murdorch i september 1985 amerikansk statsborger. Allerede året efter så Fox Broadcasting Company dagens lys. Det blev det fjerde nationale og reklamebaserede tv-netværk i USA. Senere kom et hav af kabel-baserede kanaler til; blandt de mest kendte er Fox News og National Geographic Channel. På det britiske tv-marked ejer Murdorch bl.a. landets største kommercielle nyhedskanal, Sky News.
De senere år har News Corp ekspanderet yderligere og indtaget nye markeder i Europa, Asien, Latinamerika og Tyrkiet. I 2006 købtes verdens største internet-community MySpace og senest er det amerikanske forlag Dow Jones & Company kommet til. Forlaget udgiver bl.a. The Wall Street Journal. 
Politisk er Murdorch kendt for at være konservativ, og støttede i 1980'erne og 1990'erne Conservatives i Storbritannien. Dog støttede han Tony Blair, da han var blevet leder af Labour. Avisernes holdninger er generelt borgerlige og USA- og Israel-venlige. Samtlige 175 Murdorch-aviser udtrykte i 2003 støtte til den amerikansk ledede invasion i Irak.
The Economist kunne i 1999 afsløre, at News Corp havde et overskud på 2,1 mia. USD i løbet af de seneste 11 år, men at det ikke havde betalt noget selskabsskat. En gennemgang viste, at selskabet skyldte 350 mio. USD i skat.[kilde mangler]
Murdoch udtrådte af bestyrelserne for Fox Corporation og News Corp i 2023 i en alder af 92 år. Hans søn Lachlan Murdoch blev ny formand for bestyrelserne.